# Wiesław Caban
Wiesław Caban (ur. 26 marca 1946 w Mierzycach) – polski historyk, profesor nauk humanistycznych.

## Życiorys
Ukończył szkołę podstawową w swojej rodzinnej miejscowości, a następnie Liceum Ogólnokształcące w Złoczewie (1965). W latach 1965–1970 odbył studia na Wydziale Filozoficzno-Historycznym Uniwersytetu Łódzkiego. Doktoryzował się w 1980 roku na tej uczelni, a stopień doktora habilitowanego nauk humanistycznych w zakresie historii uzyskał w 1990, również na UŁ, w oparciu o rozprawę Z dziejów powstania styczniowego w rejonie Gór Świętokrzyskich. Postanowieniem Prezydenta RP z 1999 roku otrzymał tytuł profesora. Za opublikowaną w 2001 roku książkę Służba rekrutów z Królestwa Polskiego w armii carskiej w latach 1831–1873 otrzymał Nagrodę im. prof. Jerzego Skowronka.
W latach 1970–1975 był pracownikiem Muzeum Narodowego w Kielcach, a następnie Zarządu Wojewódzkiego Towarzystwa Wiedzy Powszechnej w Kielcach. W 1975 roku rozpoczął pracę w Wyższej Szkole Pedagogicznej w Kielcach. W latach 1994–1996 pełnił funkcję wicedyrektora, a w latach 1996–1999 dyrektora Instytutu Historii. Po przekształceniu uczelni w Akademię Świętokrzyską, ponownie był dyrektorem IH (2001–2005), natomiast od 2005 do 2008 był dziekanem Wydziału Humanistycznego. W latach 2008–2012 pełnił funkcję prorektora UJK.
Jest członkiem Komisji do Badań Diaspory Polskiej PAN. Wcześniej należał do Wydziału Nauk Społecznych Polskiej Akademii Nauk. Jego zainteresowania badawcze obejmują: dzieje polskich zrywów niepodległościowych (w szczególności powstania styczniowego), stosunki polsko-rosyjskie w XIX i początkach XX w., przemiany społeczno-gospodarcze i kulturalne w Królestwie Polskim, a także biografistykę polonijną.
Odznaczony m.in. Złotym i Srebrnym Krzyżem Zasługi oraz Medalem Komisji Edukacji Narodowej. Żonaty z Marią, ma dwoje dzieci.

## Wybrane publikacje
- Z dziejów powstania styczniowego w rejonie Gór Świętokrzyskich, Warszawa–Kraków 1989
- Społeczeństwo Kielecczyzny 1832–1864. Studia nad strukturą i aktywnością gospodarczą ziemiaństwa, mieszczaństwa i Żydów, Kielce 1993
- Szkolnictwo elementarne na ziemi kielecko-radomskiej (1809–1862), Kielce 1993
- Służba rekrutów z Królestwa Polskiego w armii carskiej w latach 1831–1873, Warszawa 2001
- Z Orenburga do Paryża: Bronisław Zaleski 1820–1880, Kielce 2006
- Powstanie styczniowe. Polacy i Rosjanie w XIX wieku, Kielce 2011 (red. Lidia Michalska-Bracha, Stanisław Wiech, Jacek Legieć)
- Zesłańcy syberyjscy wobec powstania styczniowego. Sylwetki - poglądy - idee,  Warszawa 2024